# Каррегоза
Каррегоза (порт. Carregosa; МФА: [ka.ʁɨ.ˈgo.zɐ]) — парафія в Португалії, у муніципалітеті Олівейра-де-Аземейш. Розташована в західній частині країни, на теренах історичної португальської провінції Бейра. Входить до складу округу Авейру. За адміністративним поділом, чинним до 1976 року, терени парафії були складовою провінції Берегова Бейра. Належить до Авейрівської діоцезії Католицької церкви. Патрон — Ісус Христос. Площа — 11,8173 км². Населення — 3419 ос. (2011). Середньо урбанізований регіон. Густота населення — 289,32 осіб/км²
. Код — 011301.

## Населення
| Кількість мешканців | Кількість мешканців | Кількість мешканців | Кількість мешканців | Кількість мешканців | Кількість мешканців | Кількість мешканців | Кількість мешканців | Кількість мешканців | Кількість мешканців | Кількість мешканців | Кількість мешканців | Кількість мешканців | Кількість мешканців | Кількість мешканців |
| ------------------- | ------------------- | ------------------- | ------------------- | ------------------- | ------------------- | ------------------- | ------------------- | ------------------- | ------------------- | ------------------- | ------------------- | ------------------- | ------------------- | ------------------- |
| 1864                | 1878                | 1890                | 1900                | 1911                | 1920                | 1930                | 1940                | 1950                | 1960                | 1970                | 1981                | 1991                | 2001                | 2011                |
| 1.438               | 1.485               | 1.503               | 1.560               | 1.774               | 1.827               | 1.976               | 2.124               | 2.340               | 2.535               | 2.603               | 3.084               | 3.544               | 3.552               | 3.419               |